# Јавни сектор
Јавни сектор, који се понекад назива и државни сектор, део је државе који се бави производњом, испоруком и расподелом робе и услуга за владу и њене грађане, без обзира да ли припада националној, регионалној или локалној/општинској управи.
Примери активности у јавном сектору се распростиру од испоруке социјалног осигурања, администрирања урбаног планирања и организовања националне одбране.
Организација јавног сектора (јавно власништво) може имати неколико облика, укључујући:
- Директну администрацију која се финансира из пореза;
- Јавне корпорације (или државна предузећа), које имају веће комерцијалне слободе, иако њихове циљеве може постављати влада;
- Делимични оутшоуринг (многе фирме раде, нпр. за ИТ услуге), и они се сматрају делом јавног сектора.

## Улога јавног сектора
Улога и обим јавног или државног сектора често се највише разликује у зависности од економске позиције социјалиста, либерала и либертаријанске политичке филозофије. У принципу, социјалисти фаворизују велики државни сектор који се састоји од државних пројеката и предузећа, барем у управљачком смислу или у погледу заступљености у основним секторима економије (мада неки социјалисти уместо тога фаворизују велики задружни сектор). Социјалдемократе имају тенденцију да фаворизују јавни сектор средње величине, који је ограничен на пружање универзалних програма и јавних служби. Економски либертаријанци заступају мали јавни сектор, при чему држави преостаје само да штити имовинска права, креира и спроводи законе и решава спорове, па се зато метафорички зове „држава као ноћни чувар“.